# Peter Finch
Frederick George Peter Ingle Finch (født 28. september 1916, død 14. januar 1977) var en engelskfødt australsk teater- og filmskuespiller.
Hans far var en australsk fysiker George Finch og hans mor en engelsk husmor. Da Finch var to år gammel skiltes hans forældre og han voksede op med slægtninge i Frankrig, Indien og fra 10 års alderen i Sydney, Australien.
Han optrådte på teatret i Australien fra 1935 og det følgende år filmdebuterede han. Han blev opdaget i 1949 af Laurence Olivier, der bragte ham til London, hvor Finch havde stor succes både på scenen og i film.
Han vandt posthumt en Oscar for bedste mandlige hovedrolle for sin præstation i filmen Nettet (1976).